# Rhachisphora taiwana
Rhachisphora taiwana là một loài côn trùng cánh nửa trong họ Aleyrodidae, phân họ Aleyrodinae.
Rhachisphora taiwana được Ko in Ko, Hsu & Wu miêu tả khoa học đầu tiên năm 1992.